# Portland (Ontario)
Portland è una località dell'Ontario Orientale, situato a nord  di Kingston, sul Lago Ontario. Amministrativamente fa parte del comune di Rideau Lakes nelle Contee unite di Leeds e Grenville
Portland fu fondata agli inizi del XIX secolo tra i primi insediamenti della riva del Canale Rideau, che collega Kingston a Ottawa.
Con il completamento del canale, nel 1832, i traghetti poterono agevolmente scambiare merce con Kingston, Montréal e Ottawa.
Il villaggio di Portland adottò il nome nel 1843, da William Cavendish-Bentinck, III Duca di Portland. Alla fine dell'800 l'insediamento si espanse considerabilmente, arrivando a contare cinque hotel, e agli inizi del '900 iniziò l'arrivo massiccio di turisti, soprattutto dagli Stati Uniti d'America. Con i miglioramenti alla linea ferroviaria e alle strade il turismo prese il sopravvento quale ruolo principale nell'economia di Portland, predominio che dura ancora.
Un torneo internazionale di pattinaggio di velocità si svolge a volte in inverno sulle rive ghiacciate del Lago Ontario proprio presso Portland